# 틀라케파케

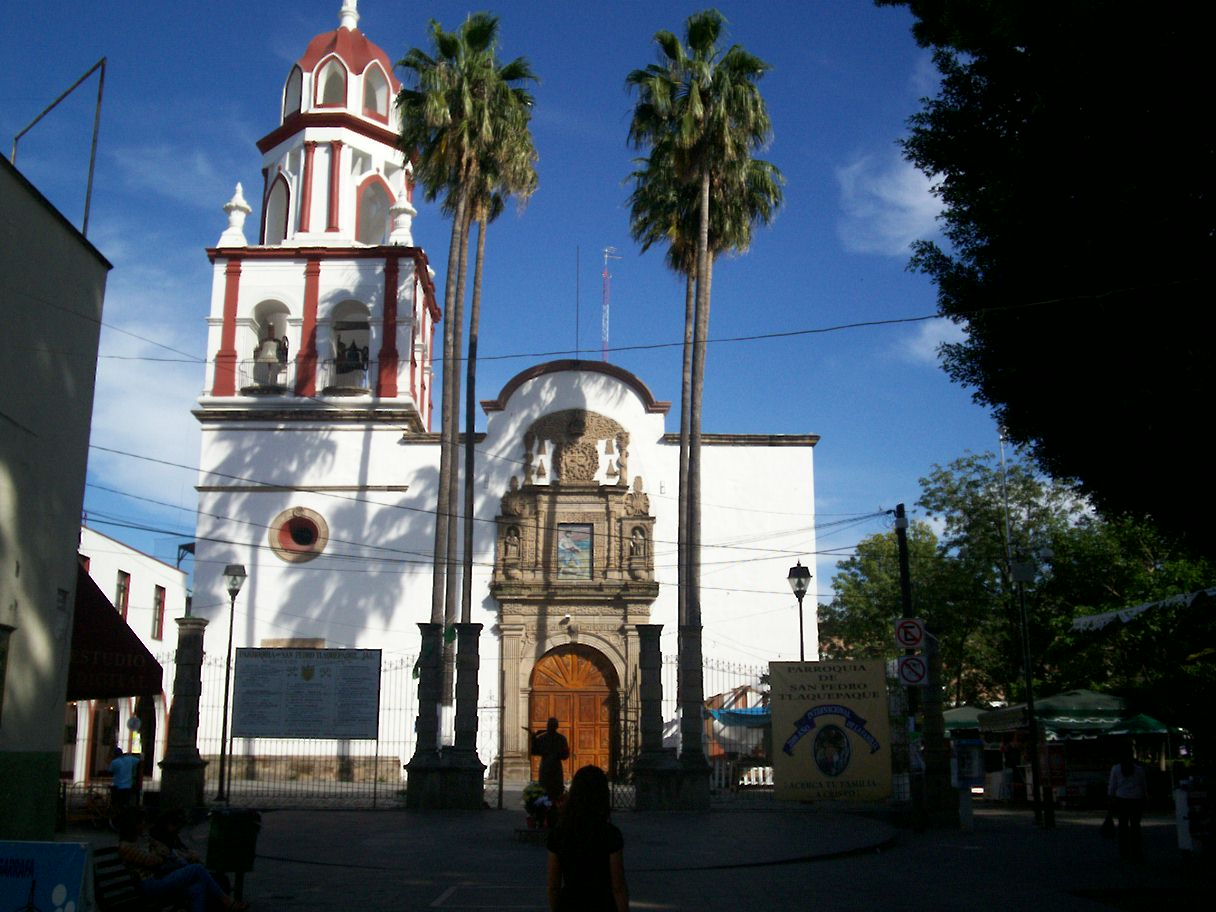
틀라케파케

틀라케파케(스페인어: Tlaquepaque)는 멕시코 할리스코주에 있는 도시로 면적은 270km2, 높이는 1,870m, 인구는 575,942명(2010년 기준)이다. 과달라하라 도시권을 형성하는 도시 가운데 한 곳이다.